# 1243年
| 千纪： | 2千纪 |
| 世纪： | 12世纪 \| 13世纪 \| 14世纪                                                                                     |
| 年代： | 1210年代 \| 1220年代 \| 1230年代 \| 1240年代 \| 1250年代 \| 1260年代 \| 1270年代                               |
| 年份： | 1238年 \| 1239年 \| 1240年 \| 1241年 \| 1242年 \| 1243年 \| 1244年 \| 1245年 \| 1246年 \| 1247年 \| 1248年     |
| 纪年： | 癸卯年（兔年）；大理道隆五年；蒙古昭慈后（称制）二年；南宋淳祐三年；越南天應政平十二年；日本仁治四年，寬元元年 |

## 大事记
- 蒙古帝國併吞喬治亞。
- 雅羅斯拉夫二世·弗謝沃洛多維奇到薩萊去謁見金帳汗國的創建者拔都，被任命為全羅斯大公協助金帳大汗處理羅斯事務。

## 出生
- 元裕宗真金，元朝第一位皇帝元世祖忽必烈之嫡子，第二位皇帝元成宗鐵穆耳之父